# متوسط حجم الصفائح الدموية (MPV)
متوسط حجم الصفائح الدموية (MPV) هو قياس محسوب آليًا لمتوسط حجم الصفائح الدموية الموجودة في الدم ويُضمّن عادةً في اختبارات الدم كجزء من فحص العد الدموي الشامل. نظرًا لأن متوسط حجم الصفائح الدموية يكون أكبر عندما ينتج الجسم أعدادًا متزايدة من الصفائح الدموية، يمكن استخدام نتائج اختبار MPV لعمل استنتاجات حول إنتاج الصفائح الدموية في نخاع العظام أو مشاكل تدمير الصفائح الدموية.
قد تكون قيم الـ MPV أعلى عند تدمّر الصفائح الدموية. ويمكن ملاحظة ذلك في مرض فرفرية نقص الصفيحات مجهولة السبب (ITP)، أمراض التكاثر النقوية ومتلازمة برنارد سوليير. قد يكون أيضًا مرتبطًا بما قبل الإرجاج والتعافي من نقص تنسج عابر.
قد ترتبط قيم MPV المنخفضة بشكل غير طبيعي نقص الصفيحات عندما يكون ناتجًا عن ضعف إنتاج الخلايا كبيرة النوى في نخاع العظم، كما هو الحال في فقر الدم اللاتنسجي. قد تشير قيم MPV المنخفضة إلى مرض التهاب الامعاء (IBD)، مثل داء كرون والتهاب القولون التقرحي. بالإضافة إلى ذلك، قد يرتبط انخفاض قيم MPV مع صغر حجم الصفائح الدموية بشكل غير طبيعي، وأحيانًا يكون أحد أعراض الطيف المشار إليه بمتلازمة فيسكوت آلدريك، الناجمة عن طفرة جينية في جين WAS.
يُحصل على عينة لاختبار MPV في أنبوب مادة إيديتا. والمجال المرجعي لأحجام الصفائح الدموية هو 9.4-12.3 فيمتوليتر، أي ما يعادل من 2.65 إلى 2.9  ميكرومتر في القطر للكرات.